# Arbozorg
Arbozorg  is de zorg van werkgevers voor de arbeidsomstandigheden in hun organisatie. 
In Nederland zijn de rechten en plichten van werkgevers en werknemers ten aanzien van arbeidsomstandigheden neergelegd in de Arbeidsomstandighedenwet (arbowet) en het Arbeidsomstandighedenbesluit (arbobesluit).
Arbozorg is sinds 1890 in Nederland ingevoerd. Dit kwam doordat de Kinderarbeid afgeschaft werd. Tegenwoordig is Arbozorg bekend onder elk bedrijf.